# بليك دين (لاعب كرة قاعدة)
بليك دين (بالإنجليزية: Blake Dean) هو لاعب كرة قاعدة أمريكي، ولد في 25 فبراير 1988 في فورت والتون بيتش في الولايات المتحدة.

## وصلات خارجية
- بليك دين على موقعبيزبول رفرنس.كوم (الدوري الثانوي) (الإنجليزية)